# Església de la Santa Creu (Rauma)

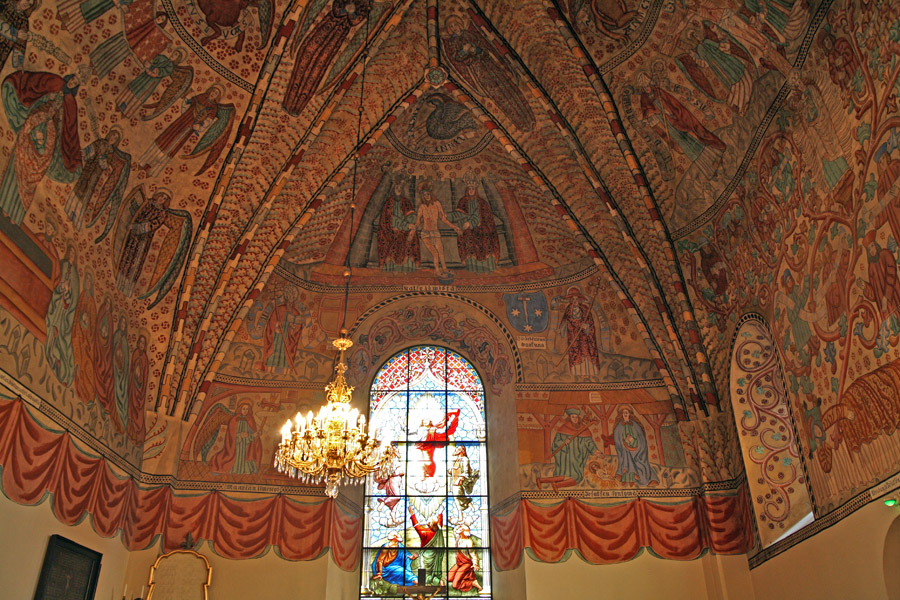
Frescos en la volta del cor

L'església de la Santa Creu (en finés: Pyhän Ristin kirkko) és una església medieval de pedra de Rauma, a Finlàndia. Forma part del Patrimoni Mundial de la UNESCO de l'Antiga Rauma. L'església és a la vora del rierol de Raumanjoki (riu Rauma).

## Història
Es desconeix l'edat exacta de l'església de la Santa Creu: va ser construïda per a servir com a església del monestir del convent franciscà de Rauma. El monestir s'hi establí a la primeria del segle XV i es va construir una església de fusta l'any 1420. Els historiadors suposen que l'església de pedra actual s'acabaria entre el 1515-1520. L'església de la Santa Creu va servir al monestir fins al 1538; després el monestir estigué abandonat durant cent anys quan el convent franciscà es dissolgué per la Reforma sueca. L'església es va restablir com a església luterana el 1640, quan la propera església de la Santíssima Trinitat fou arrasada per un incendi.
L'església té dues naus laterals i és de granit gris. El cor conté murals que representen la història bíblica de la Redempció. Les pintures són de l'època d'Arvid Kurck, bisbe de Turku entre el 1510-1522. El campanar va ser construït ja al 1816, amb pedres de les ruïnes de l'església de la Santíssima Trinitat. El campanar blanc solia servir com a punt de referència per a la gent del mar.